# Reggie Nalder
Reggie Nalder est un acteur américain d'origine autrichienne, né sous le nom de Alfred Reginald Natzler le 4 septembre 1907 à Vienne et mort le 19 novembre 1991 à Santa Monica (Californie).

## Biographie
Né dans une famille de comédiens, Reggie Nalder débute au théâtre dans son pays natal pendant l'entre-deux-guerres. Il se produit également dans des cabarets à Paris. Après-guerre, il poursuit au cinéma une longue carrière d'acteur de seconds rôles : son visage inquiétant en lame de couteau lui vaut souvent d'interpréter des personnages de méchants. On se souvient notamment de lui pour son apparition dans la seconde version de L'Homme qui en savait trop d'Alfred Hitchcock, où il interprète le tueur qui doit commettre l'attentat. 
Reggie Nalder a été enterré avec sa mère dans le caveau familial du Holy Cross Cemetary de Culver City. 

## Filmographie partielle

### Cinéma
- 1938 : Roxy und das Wunderteam de Johann von Vásáry : un joueur de football
- 1946 :  Jéricho de Henri Calef
- 1947 : La Colère des dieux de Karel Lamač
- 1948 : Impasse des Deux-Anges de Maurice Tourneur : Bébé, le tueur
- 1949 : Le Signal rouge d'Ernst Neubach
- 1951 : La Taverne de la Nouvelle-Orléans (Adventures of Captain Fabian) de William Marshall : Constant
- 1951 : Barbe-Bleue de Christian-Jaque : le capitaine de la garde
- 1954 : Voyage au-delà des vivants (Betrayed) de Gottfried Reinhardt
- 1955 : Les Amants du Tage de Henri Verneuil : Le maître d'hôtel
- 1955 : Les Évadés de Jean-Paul Le Chanois : Le gardien de prison avec le chien
- 1956 : L'Homme qui en savait trop (The Man Who Knew Too Much) d'Alfred Hitchcock : le tueur au concert
- 1956 : Liane la sauvageonne (Liane, das Mädchen aus dem Urwald) d'Eduard von Borsody : Viktor Schöninck
- 1958 : Échec au porteur de Gilles Grangier : Dédé, le tueur
- 1958 : L'assassin sera à Tripoli (Romarei, das Mädchen mit den grünen Augen) de Harald Reinl : le secrétaire Dewitz
- 1962 : L'Homme de Bornéo (The Spiral Road) de Robert Mulligan : Burubi
- 1962 : Convicts 4 de Millard Kaufman : Greer
- 1962 : Un crime dans la tête (The Manchurian Candidate) de John Frankenheimer : Gomel
- 1963 : Le Jour et l'Heure de René Clément : l'homme de la Gestapo
- 1963 : Les Saintes Nitouches de Pierre Montazel
- 1970 : La Marque du diable (Hexen bis aufs Blut gequält) de Michael Armstrong et Adrian Hoven : Albino
- 1970 : L'Oiseau au plumage de cristal (L'Uccello dalle piume di cristallo) de Dario Argento : Needles, l'assassin en jaune
- 1973 : La Torture (Hexen geschändet und zu Tode gequält) d'Adrian Hoven : Natas
- 1976 : Le Casanova de Fellini (Il Casanova di Federico Fellini) de Federico Fellini : Faulkircher
- 1977 : Crash! (en) de Charles Band : l'homme à la foire au troc
- 1978 : Zoltan, le Chien sanglant de Dracula (Dracula's Dog) de Charles Band : Veidt Smith
- 1979 : Draculax (film X) (Dracula Sucks) de Philip Marshak : le professeur Van Helsing
- 1979 : Seven d'Andy Sidaris : l'ermite
- 1981 : Max et le Diable (The Devil and Max Devlin) de Steven Hilliard Stern : le diable
- 1985 : Blue Ice (film X) de Philip Marshak : le général nazi
- 1990 : Jerico (Jericó) de Luis Alberto Lamata : un soldat du Saint-Empire germanique

### Télévision
- 1967 : Star Trek (série TV) épisode Un tour à Babel : Shras
- 1968 : Les Mystères de l'Ouest (The Wild Wild West), (série TV) - Saison 4 épisode 5, La Nuit des jeux dangereux (The Night of the Gruesome Games), de Marvin J. Chomsky : comte Zendar
- 1975 : The Dead Don't Die (téléfilm) : Perdido
- 1979 : Les Vampires de Salem (Salem's Lot) (téléfilm) : Kurt Barlow